# Zgodbe s konca kamene dobe
Zgodbe s konca kamene dobe je serija sedmih pustolovskih fantazijsko-zgodovinskih otroških in mladinskih knjig Sebastijana Preglja, ki so izšle pri založbi Miš med letoma 2016 in 2021. Avtor ilustracij je Jure Engelsberger. Zbirko so primerjali z Jalnovimi Bobri. 
Za šesti del, Vrnitev, je Pregelj prejel nagrado Večernica, medtem ko so bili prvi, drugi in šesti del nominirani za desetnico. Vsi deli serije so prejeli znak kakovosti Zlata hruška.
Za šolsko leto 2020/2021 je državna komisija za tekmovanje v znanju slovenščine za Cankarjevo priznanje za 4. in 5. razrede izbrala 1. del Zgodb s konca kamene dobe - Deček Brin na domačem kolišču.
2019 je drugi del, Do konca jezera in naprej, izšel kot zvočni posnetek pri Zvezi društev slepih in slabovidnih Slovenije. Bralec je Peter Kuntarič.
2020 je prvi del, Deček Brin na domačem kolišču, izšel v Braillovi pisavi.
Prvi in drugi del sta izšla tudi v obliki avdio knjige. Bralec je Rok Kravanja.
Leta 2022 je Prvi del - Deček Brin na domačem kolišču izšel v sklopu projekta Ljubljana bere. Prejeli so ga vsi ljubljanski četrtošolci.

### Knjige iz te serije
- Deček Brin na domačem kolišču. Miš, 2016 (COBISS)
- Do konca jezera in naprej. Miš, 2016 (COBISS)
- K morju. Miš, 2017 (COBISS)
- Pri kamnitem stolpu. Miš, 2018 (COBISS)
- V snegu in ledu. Miš, 2019 (COBISS)
- Vrnitev. Miš, 2020 (COBISS)
- Nov dom. Miš, 2021

## Nagrade in priznanja

### Večernica
- 2021: Vrnitev

### Znak za kakovostZnak zlata hruška
Vseh 7 delov serije je prejelo znak zlata hruška.

### Desetnica
- 2017: Deček Brin na domačem kolišču - nominacija[1]
- 2018: Do konca jezera in naprej - nominacija[2]
- 2022: Vrnitev - nominacija